# روي باتالها
روي باتالها هو لاعب كرة قدم برتغالي في مركز الهجوم، ولد في 29 يونيو 1996 في كاشكايش في البرتغال. لعب مع نادي جل فيسنتي.

## وصلات خارجية
- روي باتالها على موقع قاعدة بيانات كرة القدم.إي يو (الإنجليزية)
- روي باتالها على موقع Soccerway.com (الإنجليزية)